# Jan Ignacy Leszczyński (zm. 1696/1697)
Jan Ignacy Leszczyński  herbu Wieniawa (ur. 1643 w Lesznie, zm. 1697) – podczaszy koronny w 1676 roku, krajczy koronny w latach 1673–1676, starosta ostrzeszowski.
W 1674 roku był elektorem Jana III Sobieskiego z województwa poznańskiego.